# Ioannis Tamouridis
Ioannis Tamouridis (em grego:  Ιωάννης Ταμουρίδης; nascido em 3 de junho de 1980) é um ciclista grego. Começou a andar de bicicleta em 1995 e compete em corridas de estrada e pista. Ele competiu nos Jogos Olímpicos de Verão de 2012, em Londres.